# Els Verds (Benín)
Els Verds (Francès: Les Verts) és un partit polític opositor de Benín, part de l'Aliança Estel·lar. A les eleccions legislatives del 30 de març del 2003, l'Aliança Estel·lar va guanyar 3 dels 83 escons.
El 2011, es deia que els Verds tenien 500 membres. No obstant això, el partit no tenia membres electes a l'Assemblea Nacional ni als 77 consells locals del país.